# Erythroxylum retusum
Erythroxylum retusum är en tvåhjärtbladig växtart som beskrevs av Henri Ernest Baillon och Otto Eugen Schulz. Erythroxylum retusum ingår i släktet Erythroxylum och familjen Erythroxylaceae. Inga underarter finns listade i Catalogue of Life.